# Murska Sobota
Murska Sobota (węg. Muraszombat) – miasto w północno-wschodniej Słowenii, siedziba gminy miejskiej Murska Sobota. W 2018 roku liczyła 11 129 mieszkańców.
Jest położona w Prekmurju, nad rzeką Lendavą, dopływem Mury. Miejscowa gospodarka oparta jest na przemyśle drukarskim, spożywczym (hodowla drobiu i uprawa zbóż) i tekstylnym. W okolicy znajdują się złoża ropy naftowej. Miasto jest regionalnym ośrodkiem handlowym.
W mieście jest stacja kolejowa Murska Sobota.

## Miasta partnerskie
- Bethlehem
- Ingolstadt
- Turnov